# Eugen Miroslav Rutte
Eugen Miroslav Rutte (13. srpna 1855 Jičín – 15. července 1903 Praha) byl český hudební skladatel a publicista. Jako pseudonym užíval ambigram Negue Ettur.

## Život
Po maturitě na gymnáziu v Jičíně vystudoval práva na Karlově univerzitě v Praze. Vedle toho studoval na Varhanické škole v Praze a zdokonaloval se ve zpěvu v pěvecké škole Františka Pivody. Svou právnickou kariéru zahájil jako advokátní koncipient v Jičíně a v letech 1881–1901 vystřídal řadu působišť (Beroun, Roudnice nad Labem, Březnice, Hořovice) až konečně v roce 1901 přišel do Prahy.

### Rodinný život
Dne 15. září 1888 se v Roudnici nad Labem oženil s Růženou Mokrou, dcerou tamějšího advokáta. V roce 1889 se manželům Rutteovým v Praze narodil syn, pozdější literární a divadelní kritik Miroslav Rutte (1889–1954). Druhým dítětem byla dcera Milada (*1895).

## Dílo

### Hudba
Měl vynikající organizační talent a všude kam přišel, se stal centrem hudebního dění. Vytvářel a obnovoval hudební soubory, pěvecké sbory, komorní sdružení, pořádal koncerty i jiná veřejná představení. Vystupoval i jako koncertní zpěvák, komponoval hudbu pro nejrůznější společenské příležitosti včetně tanečních zábav, kabaretních vystoupení a plesů. Inklinoval spíše k zábavné hudbě a jeho parodie na operetní melodie byly velmi oblíbené.
Zkomponoval celkem 269 skladeb. Podle seznamu, který sám vedl napsal:
- 43 skladeb klavírních
  - Ukolébavka
  - Zastaveníčko
  - Tucha jara i lásky op. 16
- 4 skladby pro klavír s jinými nástroji
  - Menuet op. 17 (smyčce a klavír)
- 8 skladeb pro smyčcový orchestr
  - Capriccio (1884)
  - Pěvcův hold (1892)
- 13 skladeb pro velký orchestr
  - Slavnostní pochod (1883)
  - Slovácký tanec (1898)
  - Sousedské tance (1899)
  - Smuteční pochod pro dechový orchestr (poslední skladba autora 1903)
- 80 písní
  - S Bohem
  - Tak často mi to připadá
  - Holoubek
  - Tajemství
  - Dvě písně večerní (Vítězslav Hálek)
  - Dudáček op. 6 (3 ženské hlasy)
  - Tři dvojzpěvy op. 7
  - Slasti manželské op. 8 (na slova moravské lidové poesie)
  - Babí léto op. 10
  - Etélka op.11
  - Prosté květy op. 13
  - Tři žertovné písně
  - Pěvec pěvci op. 21 (Hálek)
  - Stoleté písně národní (úpravy lidových písní)
- 2 melodramy
  - Lilie (Karel Jaromír Erben)
- 17 ženských sborů
- 44 mužských sborů
  - Vojínovo loučení
  - Vlasti zpěv
  - Srdce vyryté
  - Zpěvy námořníků op. 22
  - Žertovné sbory
- 22 smíšených sborů
  - Čtvero smíšených sborů op. 12
- 3 skladby pro sbory, sóla a orchestr
  - Štědrý den (K. J. Erben)
  - Hudba ke hře Mravenci Josefa Kolára
- Parodie
  - Audience pana France op. 24
  - Spiknutí na Olympu op. 20 (opereta na vlastní text)
  - Noční idyla

a mnoho drobných skladeb

### Literatura a publicistika

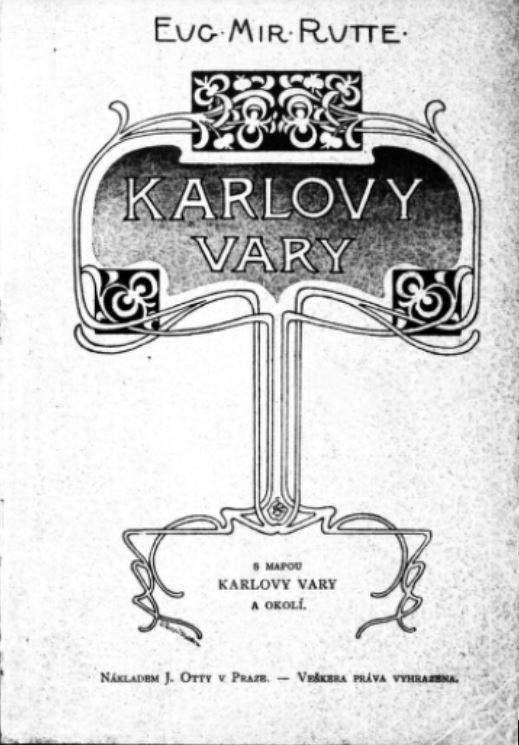
Eugen Miroslav Rutte: Průvodce po Karlových Varech a okolí (titulní strana, 1900)